# Rio Tinguiririca
O rio Tinguiririca é um rio chileno, localizado na região de O'Higgins. É afluente do rio Rapel pela margem esquerda, mais precisamente no lago Rapel.
No vale de Tinguiririca foram encontrados numerosos registros fósseis da época do dobramento que criou a Cordilheira dos Andes.